# Портос
Портос (на френски: Porthos) е литературен герой от романите „Тримата мускетари“, „Двадесет години по-късно“ и „Виконт дьо Бражелон“ на френския писател Александър Дюма - баща. Той носи бойното име Бализар.
Дюма никога не разкрива истинското собствено име на Портос. В „Тримата мускетари“ неговото фамилно име е дю Валон. В „Двадесет години по-късно“, след като е щастливо женен неговото име е дю Валон дьо Брасьо дьо Пиерфон и с придобита титла барон.
Портос, честен и леко наивен, е най-общителният от групата, наслаждавайки се на виното, жените и песните. Неговите способности за поглъщане на храна впечатляват даже крал Луи XIV по време на банкет в двореца Версай. С развитието на историята в романа, той изглежда все повече като гигант и неговата смърт е подобна на титан.

## Историческата личност
Литературният герой Портос е частично базиран на действително съществувал мускетар Исак дьо Порто (на френски: Isaac de Portau). Роден е в По, Гаскония, на 2 февруари 1617 г. Датата на смъртта му не е известна. Бил е от протестантско семейство от Беарн. Баща му е бил кралски секретар, закупил е имения и е получил благородническа титла.
Също като Атос, Портос се насочва към армията като първоначално служи при гвардейците де-з-Есар, където е приет с препоръка на г-н дьо Тревил (тъй като гвардейците били командвани от неговия шурей Франсоа дьо Гийон). Портос все още е в тази рота, когато през 1640 г. там постъпва и Д'Артанян. През 1643, Исак дьо Порто преминава към мускетарите (в същата година умира Атос). По-нататък следите му се губят.